# Callidula nigresce
Callidula nigresce es una polilla de la familia Callidulidae. Se encuentra en las Islas Salomón.